# Paramo oculata
Paramo oculata är en fjärilsart som beskrevs av Krüger 1924. Paramo oculata ingår i släktet Paramo och familjen praktfjärilar. Inga underarter finns listade i Catalogue of Life.